# Adam Świnka z Zielonej
Adam Świnka z Zielonej inna forma nazwiska: Adam Suinca de Zelona, (ur. koniec XIV w., zm. zima 1433/1434) – poeta polsko-łaciński, kanonik katedralny, sekretarz królewski.

## Życiorys
Pochodził z rodu rycerskiego. Urodził się w końcu XIV wieku w mazowieckiej wsi Zielona jako syn kasztelana dobrzyńskiego. Od roku 1411 studiował w Akademii Krakowskiej. Przed lub w roku 1413 został kanonikiem gnieźnieńskim, następnie katedralnym krakowskim. W roku 1427 był sekretarzem królewskim Władysława Jagiełły i w tym charakterze odbywał poselstwa do papieża i kurfirstów. Zmarł prawdopodobnie w końcu roku 1433 lub na początku roku 1434.

## Twórczość
Utwory Adama Świnki świadczą o jego znacznym oczytaniu tak w literaturze starożytnej, jak i w zachodniej epice rycerskiej, zwłaszcza opartej na motywie trojańskim. Jego sekwencje mają charakter poezji kunsztownej – należą do nich sekwencja na cześć Marii Panny (Ave, virgo regia), sekwencja na cześć św. Stanisława (Psallat poli hierarchia), sekwencja na cześć św. Wojciecha (Salve, sidus Polonorum) i sekwencja na cześć św. Barbary (Ave, virgo, fons virtutum). Jest także autorem hymnu na cześć św. Stanisława Alma per eius merita oraz epitafiów zmarłej w 1431 Jadwigi Jagiellonki (Virginum o iubar, o inclita gloria regni) i zmarłego w 1428 Zawiszy Czarnego. Epitafia autorstwa Adama Świnki Jan Długosz zamieścił w XI księdze swojej kroniki. Nie został dotąd odnaleziony znany dzięki Józefowi Załuskiemu poemat Adama Świnki o Kazimierzu Wielkim.
Dawniej, opierając się jedynie na znajomości zawartych w kronice Długosza epitafiów, oceniano Adama Świnkę jako poetę mało znaczącego. Opinię tę zmieniły dopiero studia Henryka Kowalewicza, który zidentyfikował autorstwo Adama Świnki przy sekwencjach i hymnie na cześć św. Stanisława. Kowalewicz ocenia Adama Świnkę jako poetę oryginalnego i dobrze znającego reguły wersyfikacji, znającego wyrażenia greckie. Z tekstu sekwencji o św. Wojciechu wynika, że Adam Świnka znał także tekst Miracula sancti Adalberti, z tekstu sekwencji o św. Stanisławie, że znał jego Vita Maior i rymowane oficjum Dies adest celebris.
W liturgii przyjęła się jedynie sekwencja o św. Stanisławie, znana z XVI-wiecznych druków. Pozostałe sekwencje Adama Świnki przechowały się jedynie w pojedynczych rękopisach odnalezionych w Krakowie. Oba epitafia autorstwa Adama Świnki wydała Krystyna Weyssenhoff w Bibliotheca latina medii et recentioris aevi (II, Warszawa 1961), a ich polskie przekłady Karola Mecherzyńskiego dostępne są w dziele Jana Długosza Dziejów Polskich ksiąg dwanaście.
Adam Świnka jest głównym bohaterem powieści Karola Bunscha O Zawiszy Czarnym opowieść.

### Ważniejsze dzieła
- Epigramma in Zawissium Niger, (1428); tekst podał J. Długosz Historiae Polonicae... liber XI; przedr. w: Opera omnia, t. 13; wyd. W. Przezdziecki, Kraków 1877, s. 357-358; przekł. polski: fragm. W. Syrokomla Dzieje literatury w Polsce, t. 1, Wilno 1850, s. 210; także wyd. 2 Warszawa 1875, s. 267; całość K. Mecherzyński, zob. J. Długosz Opera omnia, t. 4, Kraków 1869, s. 329-331; K. Bunsch O Zawiszy Czarnym opowieść, Warszawa 1958, s. 152 nn. oraz 162 nn.; K. Weyssenhoff „Pamięci Zawiszy Czarnego”, Filomata nr 124 (1959); rękopis: Biblioteka Raczyńskich w Poznaniu, nr 171, k. 198 r. – 199 r., (utwór liczy 68 heksametrów i 4 pentametry)
- Epithaphium Hedvigis virginis, filiae Wladislai (zm. 1431), tekst podał J. Długosz Historiae Polonicae... liber XI; przedr. w: Opera omnia, t. 13, s. 467-468; przedr. M. Wiszniewski Historia literatury polskiej, t. 3, Kraków 1841, s. 367-368; przekł. polski: W. Syrokomla Dzieje literatury w Polsce, t. 1, Wilno 1850, s. 208-209; wyd. 2 s. 265-267; K. Mecherzyński, zob. J. Długosz Opera omnia, t. 5, Kraków 1869, s. 432-433; rękopis: Biblioteka Narodowa w Budapeszcie nr 180, (utwór liczy 57 heksametrów i 3 pentametry; metrum odznacza się luźnością upodabniającą je do prozy)
- De rebus gestis ac dictis memorabilibus Casimiri secundi, Poloniae regis inclitissimi, (poemat ten był znany: J.J. Załuskiemu, zob. J. D. A. Janocki Janociana, t. 2, Warszawa 1779, s. 272; zaginął)
- Ave, virgo, fons virtutum (sekwencja maryjna, z akrostychem: Adam Suinca de Zelona), wyd. krytyczne H. Kowalewicz „Cantica Medii Aevi polono-latina”, t. 1: Sequentiae, Warszawa 1964, Bibl. Latina Medii et Recentioris Aevi, t. 14; rękopis podaje H. Kowalewicz jw.
- Ave, virgo regia (sekwencja maryjna, z akrostychem: Adam fecit me), wyd. krytyczne H. Kowalewicz „Cantica Medii Aevi polono-latina”, t. 1: Sequentiae, Warszawa 1964, Bibl. Latina Medii et Recentioris Aevi, t. 14
- Psallat poli hierarchia (sekwencja o św. Stanisławie, z akrostychem: Prandote Adam pio donat), wyd. krytyczne H. Kowalewicz „Cantica Medii Aevi polono-latina”, t. 1: Sequentiae, Warszawa 1964, Bibl. Latina Medii et Recentioris Aevi, t. 14.

### Wydanie zbiorowe
- Epitaphium Zavissi Nigri et Hedvigis Wladislai Jagellonis filiae, wyd. K. Weyssenhoff, Warszawa 1961, Bibl. Latina Medii et Recentioris Aevi, t. 2, (z fot. rękopisów).